# 稲村愛輝
稲村 愛輝（いなむら よしき、1992年11月18日 - ）は、日本の男性プロレスラー。栃木県大田原市出身。プロレスリング・ノア所属。血液型A型。海外武者修行（イギリスを中心としてヨーロッパ各国・イギリスのプロレス団体PROGRESSでの戴冠あり）中に「YOICHI（ヨイチ）」のリングネームへ変更。
2024年7月13日　対清宮海斗のGHCヘビー級選手権で敗退後に「YOICHIは終わり」とバックステージコメントで発言し、本来の稲村愛輝へとリングネームを戻す。
再度、海外武者修行に出て2024年11月7日にSNSでWWEの下部組織でもあるNXTのトレーニングセンターへの加入が発表される。（この件に関してはABEMAを介してWWEとプロレスリング・ノアの関係が強くなった事を象徴している一つの事由である）

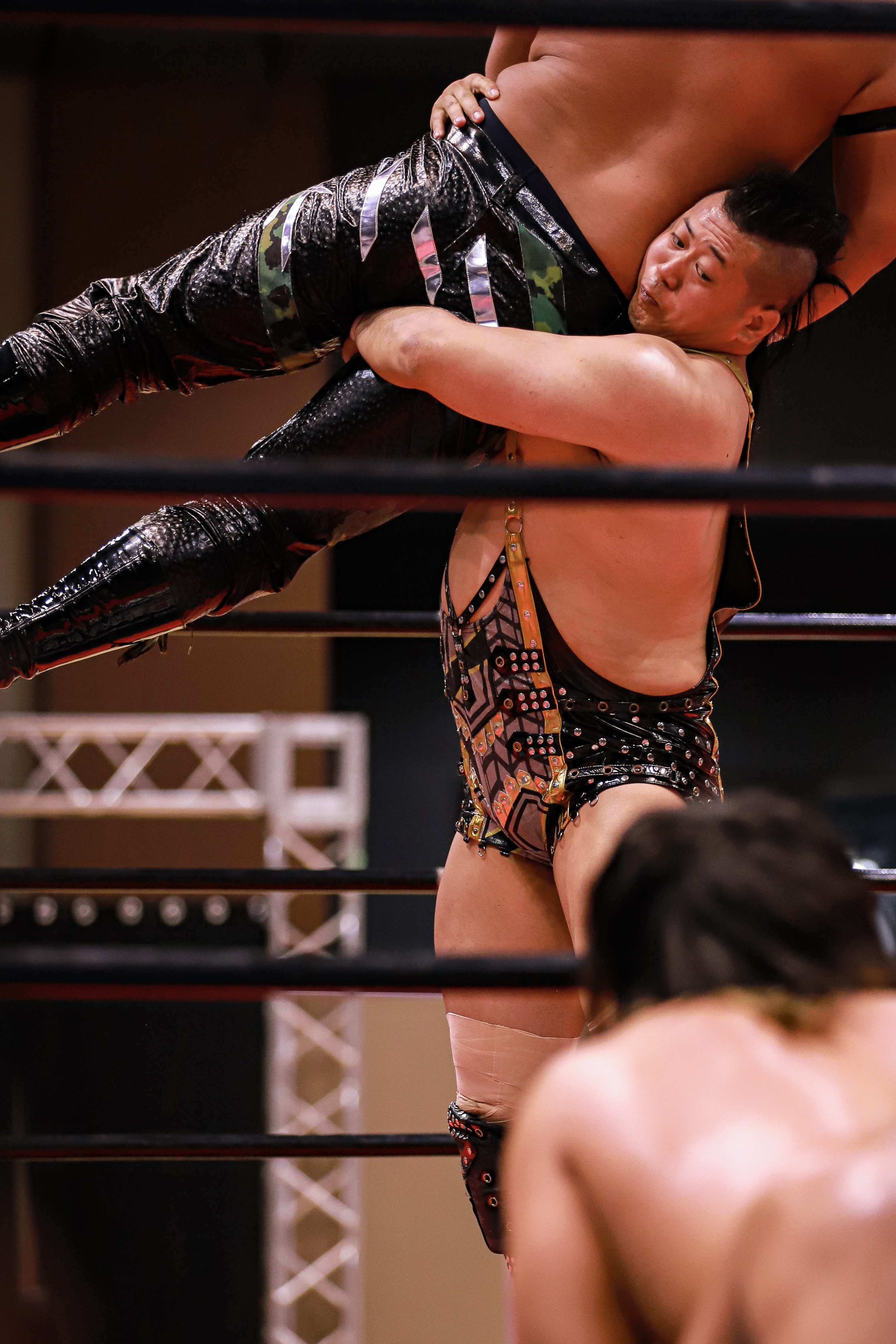
2023.05.06 押忍premium 稲村愛輝選手

## 来歴
2011年、栃木県立大田原高等学校卒業。同年、駒澤大学入学。2015年卒業。
2017年9月にノアに入門。
2018年8月5日の後楽園大会でのバトルロイヤル戦でプレデビュー。9月2日に熊野準戦で正式にプロデビューした。
同年12月7日、後楽園大会にて同期入門である岡田欣也のデビュー戦の相手を務め、逆エビ固めにより自身のプロ初勝利を飾った。
2019年1月6日、後楽園大会で猛進7番勝負第1戦として杉浦貴とシングルマッチを行うも、敗れた。2019年9月16日、大阪府立体育会館（エディオンアリーナ大阪）第1競技場大会で藤田和之と対戦して藤田から左右の顔面フックを浴び、224秒でKO負けを喫した。
2023年9月、N-1 VICTORYにエントリーするも思うような結果が残せず、自分を変えるためにイギリスへの無期限の武者修行を希望し渡英、故郷の大田原市にゆかりのある那須与一に由来する「YOICHI（ヨイチ）」のリングネームを名乗り活動する。
2024年6月17日、事前に極秘帰国し、横浜BUNTAI大会のメインイベント後にGHCヘビー級王座を防衛した清宮海斗の前にYOICHIとして現れ次期挑戦者に名乗りを上げた。7月13日の日本武道館大会で清宮へ挑むも、終盤シャイニングウィザードの連発を浴び敗戦。試合後のバックステージコメントでは「YOICHIは終わり」とのみ発言。翌日、団体よりリングネームを「稲村 愛輝」へ再改称することが発表された。N-1 VICTORYにおいても当初はYOICHIでエントリーされていたが、変更された。

### NXT2024～
WWE第3ブランド「NXT」の責任者のショーン・マイケルズ副社長が11月6日（日本時間7日）、自身のXを更新。稲村をNXTに迎え入れたと発表した。
2025年2月、ヴェンジェンス・デイでジョシュ・ブリッグスと組み、王者ネイサン・フレイザー&アクシオム組に挑戦するも、敗北しNXTタッグ王座獲得を逃した。

## 人物
柔道や相撲を経験し、大学時代は学生プロレスで活躍した。リングネームは「ちんことみつき」。
学生時代に東中野駅前のアパレルブランド、ハードコアチョコレートの運営する酒場「BAR バレンタイン」でアルバイトをしていた繋がりもあり、Twitterやインタビュー写真ではよくハードコアチョコレートTシャツを着用する姿が見られる。
2021年には約350kgのタイヤを使ってのストロングマントレーニングがトレーニングサイトで注目を浴び、以降SNSや雑誌などでもたびたび取り上げられた。これを前後してコスチュームもタイヤの溝が背中にデザインされた「タイヤマンスタイル」となっている。なお、タイヤトレーニングはこのトレーニングの第一人者である中嶋健詞の指導を受けたものである。
2024年、イギリスのプログレスレスリングでリッキーナイトJrが保持するプログレスアトラス王座に挑戦し勝利。自身初のシングル王座を獲得した。

## 得意技

### フィニッシュ・ホールド
無双
2020年12月6日、国立代々木競技場第2体育館にて初披露。この技で宮本裕向からピンフォールを奪った。元は力皇猛が考案した技。力皇に自ら電話し、決め技として大事に使用したい旨を伝えたところ、力皇から激励されたという。
スプラッシュ・マウンテン
ハイジャックバックブリーカーの体勢から相手をシットダウンパワーボムで叩きつける。
スプラッシュ・マウンテン式火の玉ボム
海外遠征帰国時に披露。リバース式ボディスラムで抱え上げてから一旦停止。そこからさらに頭上に高く持ち上げてからシットダウンパワーボムで叩きつける。海外遠征帰国後に無双と並ぶフィニッシュ技として使用。

### 投げ技
オクラホマ・スタンピート
以前は決め技でもあったが、のちに繋ぎ技として使われる。
フロントスープレックス
ブレーンバスター
雪崩式ブレーンバスター
スクワット式ブレーンバスター
相手を持ち上げて、一度屈伸してから放つブレーンバスター。
パワースラム
ランニング・パワースラム
パワーボム
バックドロップ
ダブルアームスープレックス

### 飛び技
ダイビング・ボディー・プレス
トップロープ上で座った状態で何度もロープをリバウンドさせてから、飛び立って決めるのが特養。決め技になることも。
リバース・スプラッシュ
通常はセカンドロープに乗ってリバウンドさせてから決めるが、稲村はロープに飛び乗らずにその場で高くジャンプして決める。
フロッグ・スプラッシュ
その場飛び式を使用する。

### 打撃技
GEKITOTZ（ゲキトツ）
相撲のかち上げに近い技で、相手をコーナーまで吹き飛ばす。
ショルダータックル
助走をつけて行うランニング式。巨体から繰り出される衝撃は強く、しばし「交通事故」と喩えられるほど。
エルボー
バックエルボー
逆水平チョップ
チョップ・スマッシュ
クローズライン

### 関節技
逆エビ固め
逆片エビ固め

## 猛進7番勝負
|       | 日付          | 場所                                    | 対戦相手       | 結果                                                 |
| ----- | ------------- | --------------------------------------- | -------------- | ---------------------------------------------------- |
| 第1戦 | 2019年1月6日  | 東京・後楽園ホール                      | 杉浦貴         | ● 6分20秒 フロントネックロック                       |
| 第2戦 | 2019年1月20日 | 鹿児島・オロシティーホール              | 潮﨑豪         | ● 10分45秒 ショートレンジ式豪腕ラリアット→片エビ固め |
| 第3戦 | 2019年1月26日 | 大阪府立体育会館第2競技場               | 拳王           | ● 5分58秒 蹴暴→片エビ固め                            |
| 第4戦 | 2019年2月11日 | 福島・福島市国体記念体育館 サブアリーナ | マサ北宮       | ● 9分13秒 サイトースープレックス→体固め              |
| 第5戦 | 2019年2月17日 | 東京・新木場1stRING                     | 清宮海斗       | ● 12分56秒 タイガースープレックスホールド            |
| 第6戦 | 2019年3月3日  | 静岡・清水マリンビル                    | 齋藤彰俊       | ● 8分16秒 バックドロップ→体固め                      |
| 第7戦 | 2019年3月10日 | 神奈川・横浜文化体育館                  | マイバッハ谷口 | ● 4分5秒 マイバッハボム・ツヴァイ→体固め             |